# Amadou Onana
Pour les articles homonymes, voir Onana.
Amadou Onana , né le 16 août 2001 à Dakar au Sénégal, est un footballeur international belge qui joue au poste de milieu de terrain à Aston Villa. Il possède également la nationalité sénégalaise.

## Biographie
Né à Dakar au Sénégal, Onana commence à jouer au football dès l'âge de deux ou trois ans, dans les rues de la capitale sénégalaise,,,,,. Rendant régulièrement visite à son père qui habite à Bruxelles en Belgique, dès ses 11 ans, il joue pour la première fois  avec son club le RSC Anderlecht,.

### Carrière en club

#### Formation en Belgique
Après deux ans de galère avec les Mauves du Heysel, le centre de formation « RSC Anderlecht Brussels » et non celui de Neerpede, il part ainsi au White Star, avant d'intégrer le club de Zulte Waregem où il ne joue pratiquement pas,,.

#### Débuts professionnels en Allemagne
À l'été 2017 le joueur de 16 ans rejoint le centre de formation du TSG Hoffenheim, club de Bundesliga au centre de formation réputé, intégrant dans un premier temps l'effectif des moins de 17 ans de Pellegrino Matarazzo,,. Lors des saisons suivantes, il va commencer à s'entrainer avec l'équipe reserve, s'illustrant surtout avec les moins de 19 ans, notamment en UEFA Youth League,,, où son club atteint les demi-finales de la compétition — après avoir éliminé le Real Madrid — échouant finalement face aux futurs vainqueurs de la compétition du FC Porto.
Mais avec des perspectives d'évoluer en équipe première limitées, Onana choisit de signer au Hamburger SV — club historique de Bundesliga, qui fait alors figure de cador de 2. Bundesliga — où il signe son premier contrat professionnel dès janvier 2020, pour rejoindre le club à l'été suivant,.
Lors de la saison 2020-2021, il devient rapidement un titulaire régulier au poste de milieu défensif, sous les ordres de Daniel Thioune. Malgré un problème aux adducteurs qui freine son essor, il s'impose comme une des révélations du club allemand,, qui joue les premières places du championnat, malgré une promotion finalement ratée de peu.

#### Accès au haut niveau avec Lille

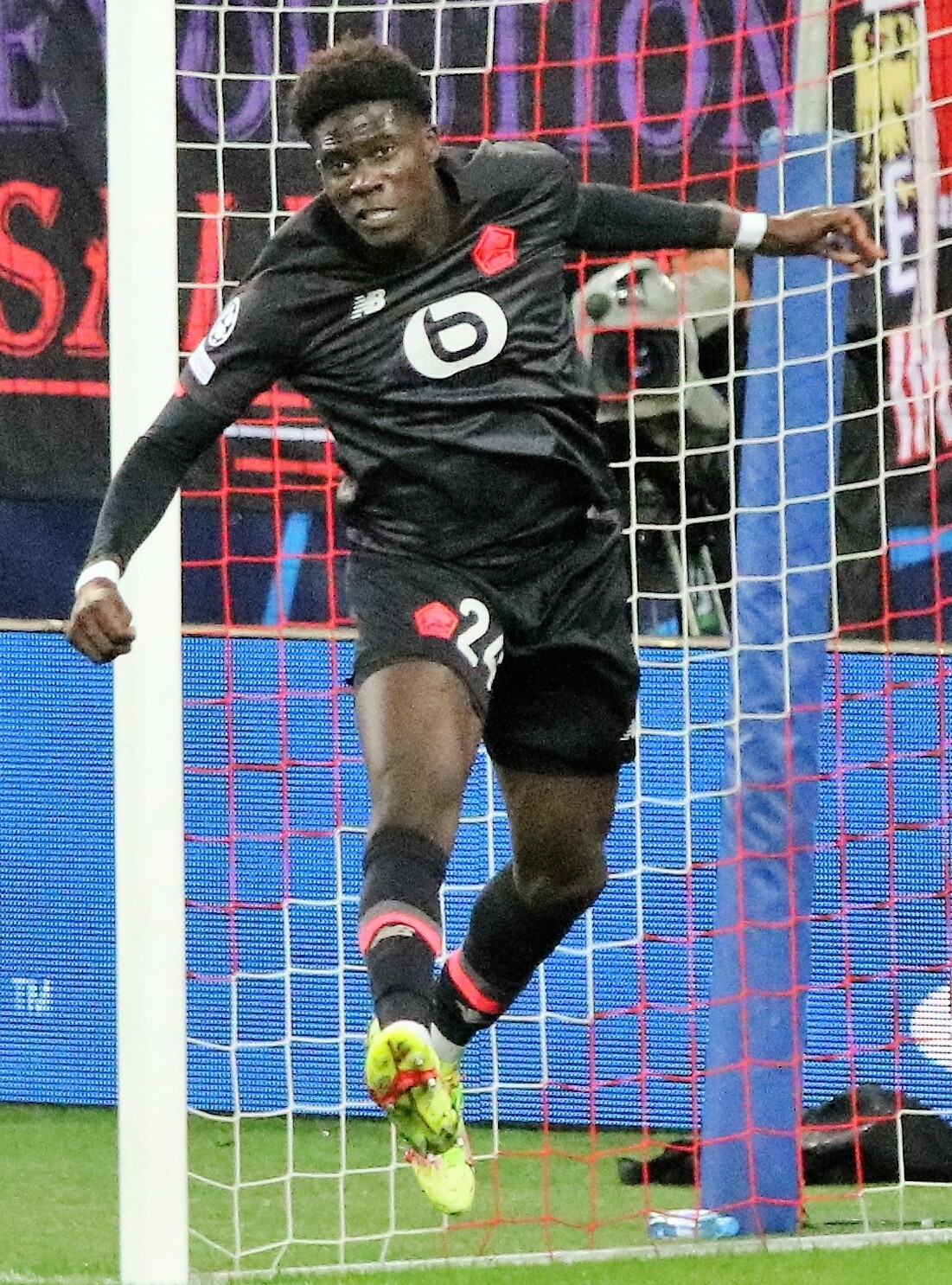
Amadou Onana avec Lille en septembre 2021.

Le 5 août 2021, juste avant le début de la saison 2021-2022 de Ligue 1, Onana rejoint les champions de France en titre du LOSC, pour un montant de transfert estimé à 9 millions d'euros. Il y signe un contrat allant jusqu'en 2026,,. Auparavant, il était suivi de près par des clubs comme le Stade rennais, Bruges, Naples ou Manchester City,, choisissant finalement le club de Lille, où plusieurs stars belges ont déjà été révélées, à l'image de Kevin Mirallas, Divock Origi ou Eden Hazard.
Appelé à remplacer Boubakary Soumaré au sein d'un LOSC qui connait un début de saison très compliqué, Onana joue son premier match avec les Dogues le 14 août 2021, entrant en jeu lors d'une défaite 4-0 cuisante contre l'OGC Nice, désormais entrainé par l'homme à l'origine du succès lillois l'année précédente, Christophe Galtier,.
Le 14 septembre 2021, il fait ses débuts en Ligue des champions lors d'une rencontre face au VfL Wolfsburg — alors leader de Bundesliga. Il remplace Xeka à la 83e minute d'un match dominé par les Lillois, qui se termine néanmoins sur un score nul et vierge à Pierre-Mauroy. Onana s'illustre notamment par une frappe déviée en corner qui donne lieu à plusieurs occasions de buts. Dans les toutes dernières minutes de la rencontre il est à nouveau proche d'être décisif, provoquant un penalty qui est finalement transformé en corner par la VAR.
Souvent remplaçant aux dépens des milieux de terrain Benjamin André, Xeka et Renato Sanches, Onana brille lors de ses quelques apparitions. Il entame son année 2022 par une grosse performance pendant le derby face au RC Lens en Coupe de France, le 4 janvier 2022. Si son équipe s'incline au tirs aux but, le joueur belge est l'auteur d'une grosse performance récompensée par un doublé inscrit en 5 minutes (28e puis 33e). Une efficacité révélant de belles qualités de projection offensive chez le milieu récupérateur des Dogues.
Chez le champion en titre français, Onana effectue une belle montée en puissance pendant la deuxième partie de saison en débutant neuf rencontres de Ligue 1. Le 19 mars 2022, il offre la victoire au LOSC face au vainqueur de la Coupe de France 2021-2022, le FC Nantes, en marquant l'unique but de la rencontre pour sa première réalisation dans le championnat français. Quelques semaines avant, le joueur lillois était titulaire pendant le premier match du LOSC en huitièmes de finale de Ligue des Champions depuis 2007. Il débute au poste de deuxième attaquant aux côtés de Jonathan David au match-aller face à Chelsea le 22 février 2022, avant d'entrer en cours de jeu au match-retour à Lille au poste de défenseur central pour remplacer Sven Botman, blessé, le 16 mars 2022.

### Carrière en sélection

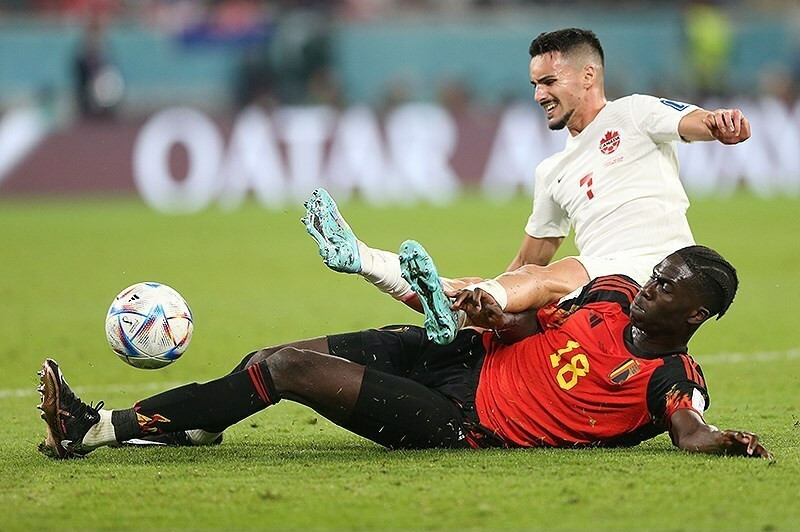
Amadou Onana face au Canada (1-0), le 23 novembre 2022, lors de la Coupe du monde au Qatar.

#### En catégories jeunes
International belge en équipe de jeunes, Onana participe notamment à l'Euro des moins de 17 ans en 2018. Titulaire de l'équipe belge lors de la compétition, aux côtés de joueurs comme Nicolas Raskin, Jérémy Doku ou Yari Verschaeren, la Belgique atteint les demi-finales de la compétition. Mais après avoir éliminé l'Espagne des Bryan Gil, Miguel Gutiérrez et Eric García — qui avaient remporté la précédente édition — en quart, ils sont éliminés en demie par l'Italie, au terme d'un match serré se terminant par un score de 2-1. Il progresse par la suite jusqu'aux sélections des moins de 18 puis des moins de 19 ans.
Convoqué une première fois avec la Belgique espoirs à l'été 2021, il impressionne Jacky Mathijssen, et se retrouve nommé capitaine dès sa première sélection, un match des éliminatoires du Championnat d'Europe contre le Kazakhstan. Buteur, il permet à son équipe de s'imposer 3-1 à l'extérieur,,.

#### En équipe première
Le 18 mai 2022, il est convoqué pour la première fois avec l'équipe A des Diables Rouges. Il honore sa première sélection le 3 juin 2022, lors d'une rencontre contre les Pays-Bas comptant pour la Ligue des nations. Le match se solde par une défaite des Diables sur le score de 1-4.

##### Coupe du monde 2022
Le 10 novembre 2022, il est sélectionné par Roberto Martínez pour participer à la Coupe du monde 2022.

#### Euro 2024
Le 28 mai 2024, il est retenu parmi les 25 joueurs belges convoqués par Domenico Tedesco pour participer à l'Euro 2024.

## Style de jeu
Milieu de terrain ambidextre,, à la stature imposante et au profil complet, Onana a occupé presque tous les postes au cours de sa formation en Belgique, jouant même un temps comme gardien de but au RSC Anderlecht,.
Lors de ses premières années en professionnel, il s'impose comme un milieu de terrain polyvalent, capable de jouer dans un registre plus défensif mais aussi d'avoir un apport significatif offensivement, dans un profil typique de box-to-box. Malgré sa grande taille (1,95 m en 2021), qui lui permet notamment d'être présent dans le jeu de tête, il fait aussi figure de joueur plutôt fin techniquement,,,,.
Ayant grandi avec des joueurs comme Ronaldinho pour idole, le jeune Onana cite comme ses modèles Paul Pogba, Frenkie de Jong et Tanguy Ndombele. Il est comparé à des joueurs comme Marouane Fellaini ou justement Paul Pogba.

## Statistiques

### En club
| Saison                | Club                  | Championnat           | Championnat | Championnat | Championnat | Coupe nationale | Coupe nationale | Coupe nationale | Coupe de la Ligue | Coupe de la Ligue | Coupe de la Ligue | Supercoupe | Supercoupe | Supercoupe | Compétition(s) continentale(s) | Compétition(s) continentale(s) | Compétition(s) continentale(s) | Compétition(s) continentale(s) | Total | Total | Total |
| Saison                | Club                  | Division              | M.          | B.          | P.d.        | M.              | B.              | P.d.            | M.                | B.                | P.d.              | M.         | B.         | P.d.       | Comp.                          | M.                             | B.                             | P.d.                           | M.    | B.    | P.d.  |
| 2020-2021             | Hambourg SV           | 2. Bundesliga         | 25          | 2           | 0           | 1               | 1               | 0               | -                 | -                 | -                 | -          | -          | -          | -                              | -                              | -                              | -                              | 26    | 3     | 0     |
| 2021-2022             | LOSC Lille            | Ligue 1               | 32          | 1           | 0           | 2               | 2               | 1               | -                 | -                 | -                 | -          | -          | -          | C1                             | 8                              | 0                              | 0                              | 42    | 3     | 1     |
| 2022-2023             | Everton FC            | Premier League        | 33          | 1           | 2           | 1               | 0               | 0               | 1                 | 0                 | 0                 | -          | -          | -          | -                              | -                              | -                              | -                              | 35    | 1     | 2     |
| 2023-2024             | Everton FC            | Premier League        | 30          | 2           | 0           | 3               | 0               | 0               | 4                 | 1                 | 1                 | -          | -          | -          | -                              | -                              | -                              | -                              | 37    | 3     | 1     |
| Sous-total            | Sous-total            | Sous-total            | 63          | 3           | 2           | 4               | 0               | 0               | 5                 | 1                 | 1                 | -          | -          | -          | -                              | -                              | -                              | -                              | 72    | 4     | 3     |
| 2024-2025             | Aston Villa           | Premier League        | 26          | 3           | 0           | 2               | 1               | 0               | 1                 | 0                 | 0                 | -          | -          | -          | C1                             | 5                              | 1                              | 0                              | 34    | 5     | 0     |
| 2025-2026             | Aston Villa           | Premier League        | 1           | 0           | 0           | -               | -               | -               | -                 | -                 | -                 | -          | -          | -          | C3                             | -                              | -                              | -                              | 1     | 0     | 0     |
| Sous-total            | Sous-total            | Sous-total            | 27          | 3           | 0           | 2               | 1               | 0               | 1                 | 0                 | 0                 | -          | -          | -          | -                              | 5                              | 1                              | 0                              | 35    | 5     | 0     |
| Total sur la carrière | Total sur la carrière | Total sur la carrière | 147         | 9           | 2           | 9               | 4               | 1               | 6                 | 1                 | 1                 | -          | -          | -          | -                              | 13                             | 1                              | 0                              | 175   | 15    | 4     |

### En sélections nationales
| Saison                | Sélection             | Phases finales        | Phases finales | Phases finales | Phases finales | Éliminatoires CDM | Éliminatoires CDM | Éliminatoires CDM | Éliminatoires EURO | Éliminatoires EURO | Éliminatoires EURO | Ligue des Nations | Ligue des Nations | Ligue des Nations | Matchs amicaux | Matchs amicaux | Matchs amicaux | Total | Total | Total |
| Saison                | Sélection             | Compétition           | M              | B              | Pd             | M                 | B                 | Pd                | M                  | B                  | Pd                 | M                 | B                 | Pd                | M              | B              | Pd             | M     | B     | Pd    |
| --------------------- | --------------------- | --------------------- | -------------- | -------------- | -------------- | ----------------- | ----------------- | ----------------- | ------------------ | ------------------ | ------------------ | ----------------- | ----------------- | ----------------- | -------------- | -------------- | -------------- | ----- | ----- | ----- |
| 2021-2022             | Belgique              | -                     | -              | -              | -              | -                 | -                 | -                 | -                  | -                  | -                  | 1                 | 0                 | 0                 | -              | -              | -              | 1     | 0     | 0     |
| 2022-2023             | Belgique              | Coupe du monde 2022   | 2              | 0              | 0              | -                 | -                 | -                 | 1                  | 0                  | 0                  | 1                 | 0                 | 0                 | 1              | 0              | 0              | 5     | 0     | 0     |
| 2023-2024             | Belgique              | Euro 2024             | 4              | 0              | 0              | -                 | -                 | -                 | 3                  | 0                  | 0                  | -                 | -                 | -                 | 4              | 0              | 1              | 11    | 0     | 1     |
| 2024-2025             | Belgique              | -                     | -              | -              | -              | 2                 | 0                 | 0                 | -                  | -                  | -                  | 3                 | 0                 | 0                 | -              | -              | -              | 5     | 0     | 0     |
| Total sur la carrière | Total sur la carrière | Total sur la carrière | 6              | 0              | 0              | 2                 | 0                 | 0                 | 4                  | 0                  | 0                  | 5                 | 0                 | 0                 | 5              | 0              | 1              | 22    | 0     | 1     |

### Matchs internationaux
| Matchs internationaux d'Amadou Onana, | Matchs internationaux d'Amadou Onana, | Matchs internationaux d'Amadou Onana,                  | Matchs internationaux d'Amadou Onana, | Matchs internationaux d'Amadou Onana, | Matchs internationaux d'Amadou Onana,   | Matchs internationaux d'Amadou Onana, | Matchs internationaux d'Amadou Onana,                              |
| #                                     | Date                                  | Lieu                                                   | Adversaire                            | Résultat                              | Compétition                             | Club                                  | Notes                                                              |
| ------------------------------------- | ------------------------------------- | ------------------------------------------------------ | ------------------------------------- | ------------------------------------- | --------------------------------------- | ------------------------------------- | ------------------------------------------------------------------ |
| 1                                     | 3 juin 2022                           | Stade Roi Baudouin, Bruxelles, Belgique                | Pays-Bas                              | D 1 - 4                               | Ligue des nations 2022-2023             | LOSC Lille                            | Entre en jeu à la place de Hans Vanaken à la 46e minute de jeu.    |
| 2                                     | 25 septembre 2022                     | Johan Cruyff Arena, Amsterdam, Pays-Bas                | Pays-Bas                              | D 0 - 1                               | Ligue des nations 2022-2023             | Everton FC                            | Titulaire, remplacé par Youri Tielemans à la 74e minute de jeu.    |
| 3                                     | 23 novembre 2022                      | Stade Ahmed-ben-Ali, Al Rayyan, Qatar                  | Canada                                | V 1 - 0                               | Coupe du monde 2022                     | Everton FC                            | Entre en jeu à la place de Youri Tielemans à la 46e minute de jeu. |
| 4                                     | 27 novembre 2022                      | Stade d'Al-Thumama, Doha, Qatar                        | Maroc                                 | D 0 - 2                               | Coupe du monde 2022                     | Everton FC                            | Titulaire, remplacé par Youri Tielemans à la 60e minute de jeu.    |
| 5                                     | 24 mars 2023                          | Friends Arena, Solna, Suède                            | Suède                                 | V 3 - 0                               | Éliminatoires de l'Euro 2024            | Everton FC                            | Titulaire.                                                         |
| 6                                     | 28 mars 2023                          | RheinEnergieStadion, Cologne, Allemagne                | Allemagne                             | V 3 - 2                               | Match amical                            | Everton FC                            | Titulaire, écope d'un carton jaune à la 37e minute de jeu.         |
| 7                                     | 9 septembre 2023                      | Dalga Arena, Bakou, Azerbaïdjan                        | Azerbaïdjan                           | V 1 - 0                               | Éliminatoires de l'Euro 2024            | Everton FC                            | Titulaire.                                                         |
| 8                                     | 12 septembre 2023                     | Stade Roi Baudouin, Bruxelles, Belgique                | Estonie                               | V 5 - 0                               | Éliminatoires de l'Euro 2024            | Everton FC                            | Titulaire.                                                         |
| 9                                     | 13 octobre 2023                       | Stade Ernst-Happel, Vienne, Autriche                   | Autriche                              | V 3 - 2                               | Éliminatoires de l'Euro 2024            | Everton FC                            | Titulaire, expulsé à la 78e minute.                                |
| 10                                    | 23 mars 2024                          | Aviva Stadium, Dublin, Irlande                         | République d'Irlande                  | N 0 - 0                               | Match amical                            | Everton FC                            | Entre en jeu à la place de Koni De Winter à la 64e minute de jeu.  |
| 11                                    | 26 mars 2024                          | Stade de Wembley, Londres, Angleterre                  | Angleterre                            | N 2 - 2                               | Match amical                            | Everton FC                            | Titulaire.                                                         |
| 12                                    | 5 juin 2024                           | Stade Roi Baudouin, Bruxelles, Belgique                | Monténégro                            | V 2 - 0                               | Match amical                            | Everton FC                            | Titulaire, remplacé par Jérémy Doku à la 46e minute de jeu.        |
| 13                                    | 8 juin 2024                           | Stade Roi Baudouin, Bruxelles, Belgique                | Luxembourg                            | V 3 - 0                               | Match amical                            | Everton FC                            | Titulaire, remplacé par Zeno Debast à la 64e minute de jeu.        |
| 14                                    | 17 juin 2024                          | Frankfurt Arena, Francfort, Allemagne                  | Slovaquie                             | D 0 - 1                               | Euro 2024                               | Everton FC                            | Titulaire.                                                         |
| 15                                    | 22 juin 2024                          | Stade de Cologne, Cologne, Allemagne                   | Roumanie                              | V 2 - 0                               | Euro 2024                               | Everton FC                            | Titulaire.                                                         |
| 16                                    | 26 juin 2024                          | Stuttgart Arena, Stuttgart, Allemagne                  | Ukraine                               | N 0 - 0                               | Euro 2024                               | Everton FC                            | Titulaire.                                                         |
| 17                                    | 1er juillet 2024                      | Düsseldorf Arena, Düsseldorf, Allemagne                | France                                | D 0 - 1                               | Euro 2024                               | Everton FC                            | Titulaire.                                                         |
| 18                                    | 6 septembre 2024                      | Nagyerdei Stadion, Debrecen, Hongrie                   | Israël                                | V 3 - 1                               | Ligue des nations 2024-2025             | Aston Villa                           | Titulaire.                                                         |
| 19                                    | 9 septembre 2024                      | Parc Olympique lyonnais, Décines-Charpieu, France      | France                                | D 0 - 2                               | Ligue des nations 2024-2025             | Aston Villa                           | Titulaire.                                                         |
| 20                                    | 14 novembre 2024                      | Stade Roi Baudouin, Bruxelles, Belgique                | Italie                                | D 0 - 1                               | Ligue des nations 2024-2025             | Aston Villa                           | Titulaire.                                                         |
| 21                                    | 6 juin 2025                           | Stade national Toše-Proeski, Skopje, Macédoine du Nord | Macédoine du Nord                     | N 1 - 1                               | Éliminatoires de la Coupe du monde 2026 | Aston Villa                           | Entre en jeu à la place de Hans Vanaken à la 56e minute de jeu.    |
| 22                                    | 9 juin 2025                           | Stade Roi Baudouin, Bruxelles, Belgique                | Pays de Galles                        | V 4 - 3                               | Éliminatoires de la Coupe du monde 2026 | Aston Villa                           | Titulaire.                                                         |

## Vie privée
Né au Sénégal, d'où est originaire sa mère, Onana a grandi en Belgique, où travaillait son père camerounais,. Il est également très proche de sa sœur ainée, qui gère sa carrière,,,. Du fait des différents pays où il a vécu, Amadou Onana parle couramment français, anglais, néerlandais, allemand et wolof,,,.
Il a étudié au collège Saint-Michel à Etterbeek durant son adolescence.